# Maria do Rosário Palma Ramalho
Maria do Rosário Valente Rebelo Pinto Palma Ramalho, née le 18 septembre 1960 à Lisbonne est une professeure et femme politique portugaise. Elle est ministre du Travail, de la Solidarité et de la Sécurité sociale depuis 2024, dans le XXIVe gouvernement constitutionnel, dirigé par Luís Montenegro.
Elle est titulaire d'une licence en droit de la Faculté de droit de l'Universidade Católica Portuguesa et obtient sa maîtrise et un doctorat de la Faculté de droit de l'Université de Lisbonne.
Elle est professeure à la Faculté de Droit de l'Université de Lisbonne, elle est également coordinatrice scientifique de plusieurs projets internationaux, dans les domaines du Droit du Travail et du Droit de l'Égalité, et, dans ce contexte, consultante pour la Commission européenne, le Parlement européen et l'Organisation internationale du travail,.